# Edouard Charles Orban de Xivry
Edouard Charles François Orban de Xivry (La Roche, 9 augustus 1824 - 12 augustus 1895) was een Belgisch senator.

## Levensloop
Behorende tot de Luxemburg-Luikse familie Orban de Xivry, was hij een zoon van Claude-François Orban, leerlooier, burgemeester van La Roche en lid van de Provinciale Staten van Luxemburg, en van Antoinette de Xivry. Twee van zijn vele broers werden Belgisch parlementslid, Louis Orban de Xivry als volksvertegenwoordiger en Grégoire Orban de Xivry als senator. Hij trouwde met Marie-Anne Halleux (1833-1927) en ze kregen vijf kinderen, onder wie Edouard Orban de Xivry (1858-1901) die gouverneur van Luxemburg werd. 
Edouard beoefende in Laroche het familiaal beroep van leerlooier uit. Hij was in zijn gemeente voorzitter van de kerkfabriek en van het Hospice Jamotte.
Hij was provincieraadslid van 1860 tot 1870. In 1870 werd hij katholiek senator voor het arrondissement Aarlen-Bastenaken-Marche en vervulde dit mandaat tot in 1884. Hij werd toen opgevolgd door zijn broer Gregoire.
Zoals zijn broers werd hij in 1886 in de Belgische erfelijke adel opgenomen.